# Hunulf
Hunulf (auch Unulf, Onulf oder Onoulf; * um 430; † im März 493 in Ravenna) war ein Fürst und Heerführer der ostgermanischen Skiren im 5. Jahrhundert.

## Leben
Hunulf war der Sohn des Heerführers Edekon und ein Bruder von Odoaker. Im Jahr 469 war Hunulf an der Niederlage einer germanischen Koalition an der Bolia gegen die Ostgoten beteiligt, bei der sein Vater starb. Das Skirenreich brach nach der Schlacht zusammen. Viele Skiren traten daraufhin in den römischen Militärdienst ein. Hunulf ging mit einem wohl nur unbedeutenden Gefolge auf oströmisches Gebiet, wo er mit Unterstützung des Armatus bald comes wurde. Er stieg im Ostreich zum magister militum (Heermeister) auf, während Odoaker in das Westreich ging. Hunulf ging als Heermeister von Illyrien im Auftrag Kaiser Zenons gegen die Ostgoten vor.

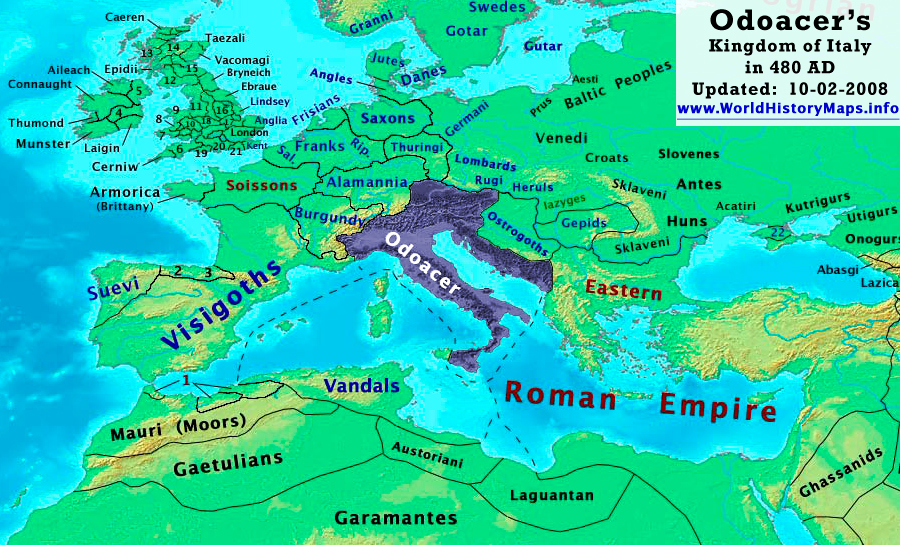
Das Reich Odoakers 480

Ab 479 unterstützte er Odoaker, der 476 den letzten weströmischen Kaiser Romulus Augustulus gestürzt hatte; Hunulf wurde Odoakers „rechte Hand“. Im Krieg gegen die Rugier 487/488 führte Hunulf im Auftrag seines Bruders die Zwangsevakuierung der römischen Bevölkerung im Osten Ufernoricums nach Italien durch. Dadurch entzog Odoaker den Rugiern auf Dauer die wirtschaftliche Basis.
Nach der Ermordung Odoakers 493 durch den Ostgotenkönig Theoderich ließ dieser auch dessen Familie töten. Hunulf, der in einer Kirche Schutz gesucht hatte, wurde durch Bogenschützen von außen erschossen.
Die ethnische Herkunft von Hunulf und Odoaker ist in der Forschung umstritten, da die meisten Quellen keine genauen Aussagen machen oder sich teilweise zu widersprechen scheinen. In den Augen römischer Beobachter galten Odoaker und Hunulf als herulische oder rugische Fürsten. Eine eindeutige Aussage zur familiären Abstammung Hunulfs scheint sich in dem mittelbyzantinischen Lexikon Suda zu finden. Die Forschung sieht die diesbezügliche Passage als Fragment aus dem Geschichtswerk des Malchus von Philadelphia an. Dort heißt es: „Onoulf stammt väterlicherseits aus dem Stamm der Thüringer, mütterlicherseits aus dem der Skiren.“ Unterstützung erhält diese Interpretation zur Herkunft Hunulfs durch die Aussagen zu seinem Bruder Odoaker. Dieser wird zwar von dem Geschichtsschreiber Jordanes mit mehreren Volksgruppen in Verbindung gebracht. Die Aussage in den Getica des Jordanes, Odoaker sei „Torcilingorum rex habens sicum Sciros, Heruls diversarumque gentium auxiliarios“, zeigt jedoch, dass er König der Torcilingi war, der noch andere Völker mit sich geführt hat. Der Name Torcilingi, der nur bei Jordanes auftritt, wird in der neueren Forschung eher als Verschreibung für Toringi (Thüringer) angesehen.
Der ethnischen Zugehörigkeit fiel in der Spätantike jedoch zumeist kein allzu großer Stellenwert zu und eine Person konnte durchaus einmal als Germane, ein anderes mal als Hunne oder Sarmate bezeichnet werden. Zur Blütezeit des Hunnenreiches gab es in dessen Herrschaftsbereich, mit Ausnahme der amalischen Goten und der Gepiden „keine politischen Identitäten germanischer Völker.“